# Nellie Martel
Ellen Alma "Nellie" Martel, de soltera Charleston, (Bodmin, 30 de septiembre de 1855 – Notting Hill, 11 de agosto de 1940) fue una sufragista y conferenciante anglo-australiana. Se postuló para el Senado en las elecciones federales de 1903 en Australia, siendo una de las primeras cuatro mujeres en postularse para Parlamento de Australia .

## Biografía
Nacida en Bodmin, Cornualles, hija del hombre-martillo John Charleston y de Elizabeth, de soltera Williams (uno de sus hermanos sería el futuro senador australiano David Charleston), Martel emigró a Australia en 1879 y llegó a Sídney en enero de 1880. Se casó con un viudo de Guernsey, el fotógrafo Charles Martel, en la catedral de Christ Church en Newcastle el 4 de abril de 1885; la pareja regresó a Gran Bretaña en 1889. Mientras estaba en Inglaterra, fue testigo del matrimonio de su hermana con el ingeniero Alfred Goninan.
Después de viajar por Francia e Italia, Martel y su esposo regresaron a Sídney en 1891 y ambos se unieron a la Womanhood Suffrage League (WSL); fue elegida miembro de su consejo y comité organizador en 1894 y del comité de finanzas en 1895.
Su marido había sido declarado en quiebra en septiembre de 1893, después de un negocio comercial poco inteligente; aunque se le concedió un certificado de baja en marzo de 1894, Martel trabajó como maestra de elocución desde su casa en Paddington terminando de pagar la hipoteca en 1900, momento en el que enseñaba desde George Street.
Durante todo este periodo participó activamente en la campaña a favor del sufragio femenino, particularmente en Nueva Gales del Sur. Martel también se hizo conocida por su "rica voz de contralto " y ofreció recitaciones y actuaciones musicales en el 'At Homes' mensual que ella y su esposo realizaban en el Hotel Arcadia.
En septiembre de 1901, se convirtió en presidenta fundadora de la Women's Progressive Association of New South Wales (Asociación Progresista de Mujeres de Nueva Gales del Sur), partido formado en respuesta al dominio de la WSL de Rose Scott, junto con Annie Golding, Belle Golding y Kate Dwyer.
En abril de 1903, fue elegida presidenta de la Women's Liberal and Reform Association, y también fue elegida miembro del comité de finanzas de la Australian Free Trade League en octubre.

## Elecciones en Australia

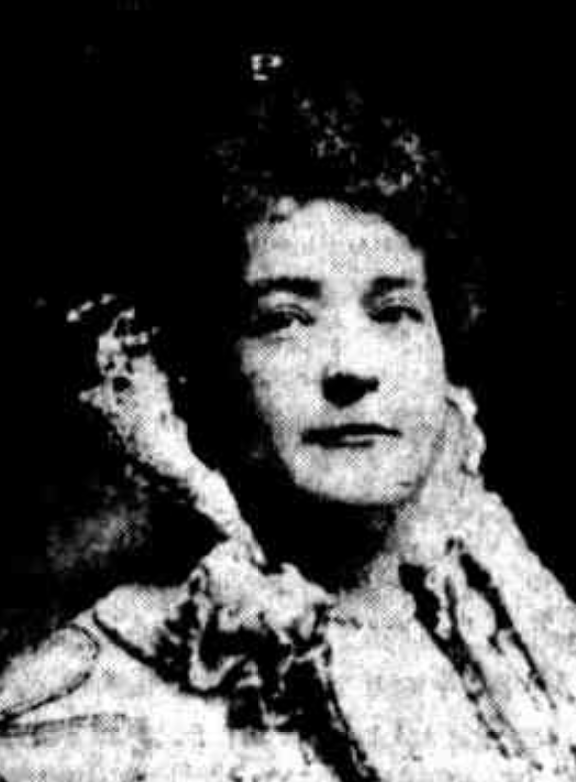
Nellie Alma Martel c1903, primera mujer en nominarse para el Senado de Australia

Martel fue una de las cuatro mujeres que participaron en las elecciones federales australianas de 1903, la primera en la que las mujeres pudieron presentarse. Aunque buscó el respaldo de la Women's Social Political League (Liga Política Social de Mujeres), no lo consiguiró después de que el Partido de Libre Comercio respaldara a tres hombres, y la liga declarara que "aún no ha llegado el momento para las candidatas".
Martel se presentó al Senado como candidata independiente e hizo una fuerte campaña en Newcastle, Tamworth, Lambton y Maitland.
A pesar de presentarse como candidata femenina, expresó su oposición a que las mujeres se presentaran al parlamento si descuidaban sus responsabilidades domésticas; en ese momento su esposo estaba ya en un asilo de ancianos. Se oponía a la Political Labour League (Liga del Trabajo Político), y en particular a su estructura de caucus y apoyó al salario mínimo, y defendía la igualdad de remuneración para las mujeres para mantener el dominio masculino en el lugar de trabajo.
Entre otras causas que apoyaba cabe mencionar el libre comercio, la industria privada, el riego, la enseñanza de idiomas extranjeros y la política de Australia Blanca; finalmente obtuvo 18.502 votos (6%).

## Regreso a Inglaterra
Charles regresó a Inglaterra en 1904 y Nellie lo hizo ese mismo año algo más tarde, el 27 de julio; siguió siendo un sujeto frecuente de la revista feminista dirigida por Louisa Lawson, The Dawn. En Londres se hizo conocida como una mujer que había sido candidata al parlamento y se unió a la Unión Social y Política de las Mujeres (WSPU por sus siglas en inglés) de Emmeline Pankhurst en mayo de 1905. Martel leyó una petición de protesta en una reunión como respuesta a la demora de un proyecto de ley sobre el derecho al voto de las mujeres y se convirtió en miembro del comité central de la WSPU en 1906, dando a conocer los derechos democráticos de que disfrutaban las mujeres australianas.
El 3 de octubre de 1906, fue arrestada, con Anne Cobden-Sanderson y Minnie Baldock, en el Parlamento británico, y sentenciada a dos meses de prisión. En 1907, Martel participó en la infructuosa campaña contra el candidato liberal en funciones en las elecciones parciales de Jarrow con Jessie Stephenson y Mary Gawthorpe con Christabel Pankhurst.
Ella y Pankhurst hicieron una exitosa campaña a favor de Nelly Crocker, Rachel Barrett, Aeta Lamb y Emmeline Pankhurst contra un candidato anti-derecho al voto en Devon en enero de 1908, pero Martel dejó la WSPU ese mismo año. Se considera que la "enérgica defensa" de Martel de un candidato unionista en Sunderland en 1918 tuvo mucho que ver con su reelección.
Charles murió en 1935 y Nellie en su casa de Notting Hill el 11 de agosto de 1940.